# III Съезд народных депутатов СССР
III Съезд народных депутатов СССР состоялся 12—15 марта 1990 года в Москве.

## Основные решения

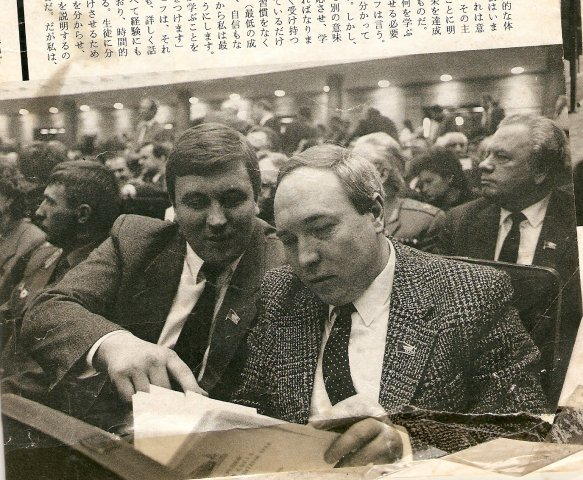
Съезд народных Депутатов СССР, 1990 г.

- Введение поста Президента СССР и его избрание.
- Выборы Председателя Верховного Совета СССР.
- Внесение поправок в Конституцию, отменивших однопартийную систему в СССР и направляющую роль КПСС.

Из 6 статьи Конституции СССР официально было исключено упоминание о руководящей роли КПСС. Согласно принятым в Конституцию изменений и дополнений Президент СССР избирается гражданами СССР на основе всеобщего, равного и прямого избирательного права при тайном голосовании сроком на 5 лет. Также было отмечено, что 1-й Президент СССР избирается Съездом народных депутатов СССР на тот же срок.
14 марта состоялся пленум ЦК КПСС, выдвинувший кандидатом в президенты Горбачёва. Также были выдвинуты кандидатуры премьера Николая Рыжкова и министра внутренних дел Вадима Бакатина, которые отказались от своей кандидатуры и выборы оказались безальтернативными. 15 марта 1990 года М. С. Горбачёв безальтернативным голосованием на Съезде был избран первым Президентом СССР. Из 2245 депутатов (пять мест из которых были вакантными) в съезде участвовали 2000. За Горбачёва были поданы 1329 голосов (59,2%), а против 495. 54 бюллетеня оказались испорченными. А 122 депутата отказались от голосования.. 
Став президентом, Горбачёв сохранил за собой и пост Генерального секретаря ЦК КПСС, мотивировав это тем, что «нельзя собаку отпускать с поводка». Единства в рядах партии больше не наблюдалось, многие коммунисты стали постепенно переходить в ряды своих противников. Даже некоторые члены Политбюро уже в открытую называли Горбачёва «предателем, развалившим страну и социалистическое содружество». Вслед за СССР, также каждая республика хотела иметь президента, что и способствовало повышению их суверенитета и ускорило их отделение от Советского Союза.

### Съезды народных депутатов СССР
- I Съезд: 25 мая — 9 июня 1989
- II Съезд: 12 декабря — 24 декабря 1989
- III Съезд: 12 марта — 15 марта 1990
- IV Съезд: 17 декабря — 26 декабря 1990
- V Съезд: 2 сентября — 5 сентября 1991